# Heilig Geist (Salzgitter)

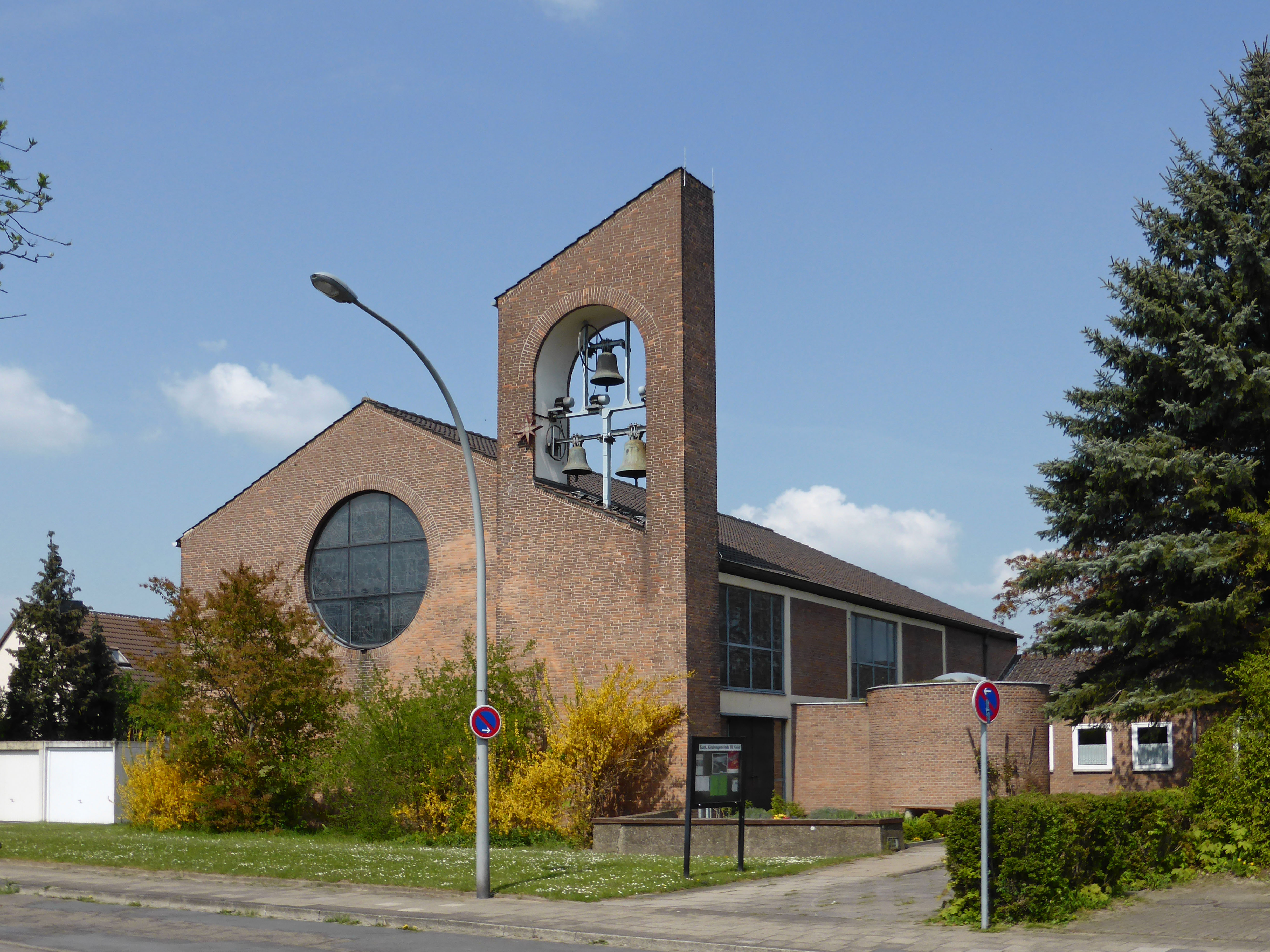
Hl.-Geist-Kirche

Die Kirche Heilig Geist ist die katholische Kirche in Hallendorf, einem Stadtteil von Salzgitter in Niedersachsen. Sie gehört zur Pfarrei St. Bernward mit Sitz in Steterburg, im Dekanat Goslar-Salzgitter des Bistums Hildesheim. Die nach dem Heiligen Geist benannte Kirche befindet sich auf dem Grundstück Maangarten 8.

## Geschichte
Durch den Zuzug von Arbeitern im Rahmen des Aufbaus der im Juli 1937 gegründeten Reichswerke AG für Erzbergbau und Eisenhütten „Hermann Göring“ stieg die Zahl der Katholiken im seit der Reformation evangelisch geprägten Raum Salzgitter stark an. Katholischerseits gehörte Hallendorf damals zur St.-Petrus-Gemeinde in Wolfenbüttel. Versuche des Bistums Hildesheim und der Pfarrei Wolfenbüttel, im Aufbaugebiet der Reichswerke neue Kirchen zu bauen, scheiterten an der kirchenfeindlichen Haltung der nationalsozialistischen Herrscher. Die Volkszählung im Deutschen Reich 1939 zeigte, dass in Hallendorf bereits 1.846 Katholiken gemeldet waren. Im Sommer 1939 wurde selbst ein Antrag des Pfarrers aus Wolfenbüttel, eine Scheune in Hallendorf zu einer Notkirche auszubauen, von den nationalsozialistischen Machthabern abgelehnt.
1940 bildete sich eine katholische Gemeinde in Hallendorf, Walter Behrens aus Thiede war ihr erster Pfarrvikar. Von diesem Jahr an wurden in Hallendorf katholische Kirchenbücher geführt. Die Pfarrvikarie trug zunächst die Bezeichnung Reichswerke Hermann Göring-Ost, ihr Pfarrvikar nahm Wohnung in Barum. Anfänglich fanden die Gottesdienste in der Watenstedter Kirche statt, später im örtlichen Gasthaus Lochte.
Im April 1941 verhinderte die Geheime Staatspolizei die kirchliche Nachnutzung einer Baracke, die von der AEG aufgegeben werden sollte. Als die Schlacht von Stalingrad für Deutschland zu einem Wendepunkt im Zweiten Weltkrieg zu werden begann, wurde die behördliche Genehmigung erteilt, Weihnachten 1942 im Raum einer Hallendorfer Tischlerei, die nicht mehr in Betrieb war, Gottesdienst abzuhalten. Am 9. Oktober 1943 wurde Pfarrvikar Behrens von der Geheimen Staatspolizei unter dem Verdacht verhaftet, Feindsender gehört zu haben. Er kam erst am 11. Mai 1945 wieder frei.
Nach Kriegsende konnte in Hallendorf eine leergewordene Baracke für Gottesdienste genutzt werden. 1945 wurde auch die Pfarrvikarie in Wolfenbüttel-Land I umbenannt, 1946 wurde ihr Sitz von Barum nach Watenstedt verlegt. Am 13. Juni 1948 wurde in Hallendorf eine nach längerem Bemühen als Holzbaracke auf einem gepachteten Grundstück errichtete Notkapelle durch Bischof Joseph Godehard Machens benediziert. Die Kapelle trug den Namen Maria Königin des hl. Rosenkranzes.
1950 begann die Zahl der Katholiken in Hallendorf abzusinken, da sich die Lager leerten und die Anlagen der Reichswerke demontiert wurden. Erst im Laufe der 1950er Jahre, ausgelöst durch den Wiederaufbau der Stahlwerke und den Wohnungsneubau, stabilisierte sich die Kirchengemeinde. Am 1. April 1955 wurde Watenstedt-Hallendorf eine selbstständige Kirchengemeinde. 1955 wurde auch das Pfarrhaus in Hallendorf erbaut, da die Wohnung des Geistlichen in Barum gekündigt worden war und im zum Industriegebiet erklärten Dorf Watenstedt kein Wohnungsneubau mehr zugelassen war.
Im Oktober 1960 wurde die Notkapelle abgerissen und der Bau der Hl.-Geist-Kirche begann. Während der Bauzeit fanden die katholischen Gottesdienste zunächst in der evangelischen Kirche statt, später dann im neuerbauten Jugendheim, dem heutigen Gemeindesaal. Am 11. Juni 1961 erfolgte die Grundsteinlegung der Kirche durch Dechant Josef Schreiber aus Lebenstedt. Damals war Pastor Georg Strecker Seelsorger der Pfarrkuratie Salzgitter-Watenstedt-Hallendorf, und von den 3.236 Einwohnern Hallendorfs waren 991 katholisch. Am Pfingstsamstag, dem 9. Juni 1962, wurde die Kirche durch Bischof Heinrich Maria Janssen eingeweiht.
Am 1. November 1967 läuteten erstmals die neuen Glocken und am 1. Oktober 1970 wurde die Kirchengemeinde Hl. Geist zur Pfarrei erhoben. 1974 erfolgte der Umbau der Taufkapelle zu einer Sakramentskapelle. Der Wolfsburger Goldschmiedemeister Raimund Lange (1928–2006) fertigte die Füße für den Altarstein und die Tabernakeltür.
Seit dem 1. November 1985 ist die Hl.-Geist-Kirche ohne ortsansässigen Pfarrer. 1989 erfolgte die Schließung der Filialkirche St. Anna in Watenstedt, später folgte der Abriss. Am 1. September 1994 wurde mit der St.-Bernward-Gemeinde eine Seelsorgeeinheit gegründet, die am 1. November 2006 zu einer Kirchengemeinde fusionierte. Seit dem 1. Juli 2007 gehört die Kirche zum damals neu errichteten Dekanat Goslar–Salzgitter, zuvor gehörte sie zum 1952 gegründeten Dekanat Salzgitter. Auf Grund zurückgehender Finanzmittel, aber auch der geringer werdenden Zahl von Priestern und Kirchenmitgliedern, erfolgte 2009 im Bistum Hildesheim eine Einstufung aller Kirchen nach ihrer künftigen Notwendigkeit. Damals wurde die Hl.-Geist-Kirche als „für die pastorale Entwicklung nicht unbedingt notwendig“ angesehen und zur Schließung vorgesehen. Daraufhin wurde 2010 der Förderkreis Hl. Geist Kirche Hallendorf e.V. gegründet, der bis heute den Erhalt der Kirche finanziell unterstützt.

## Architektur und Ausstattung

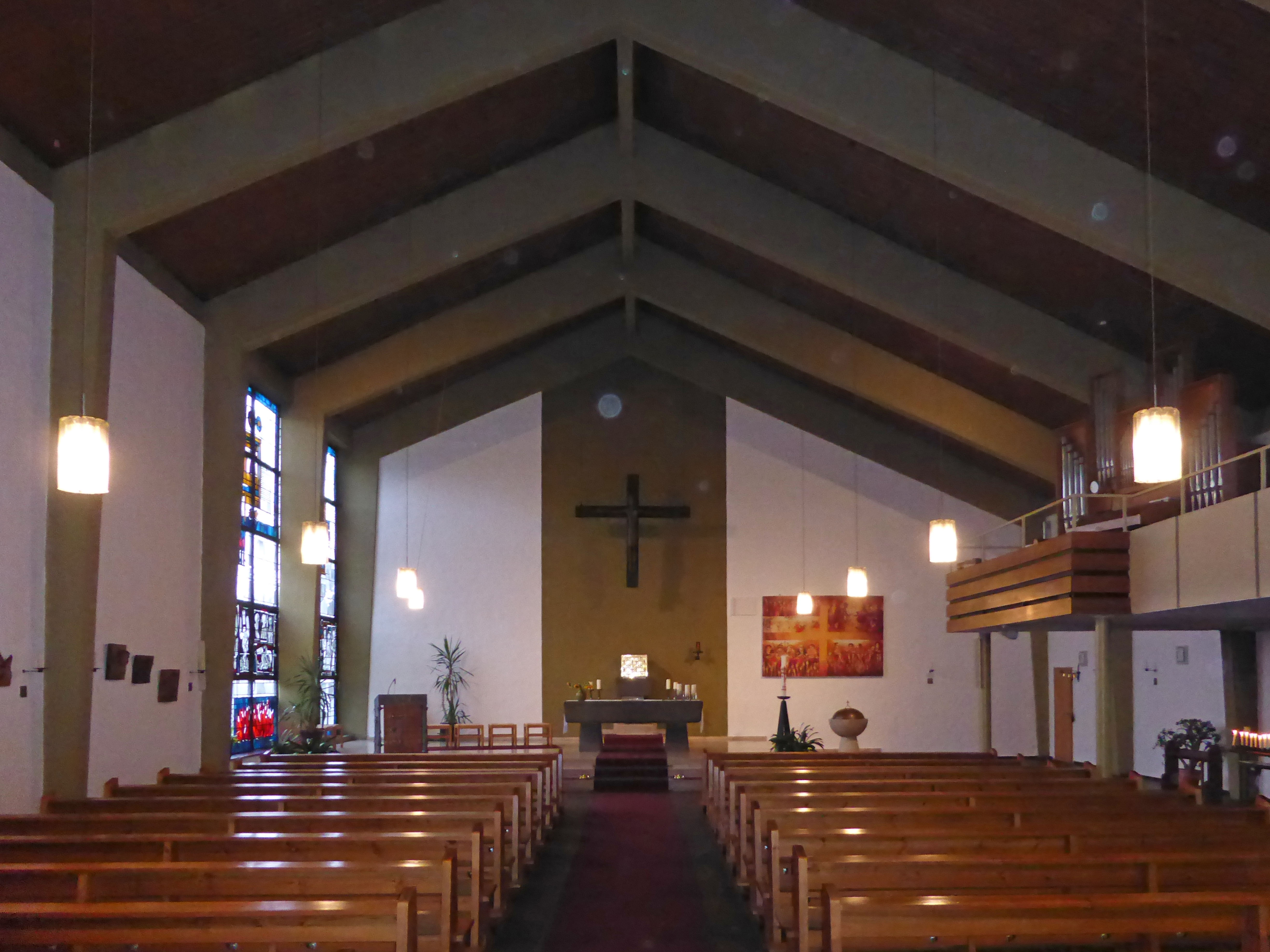
Innenraum

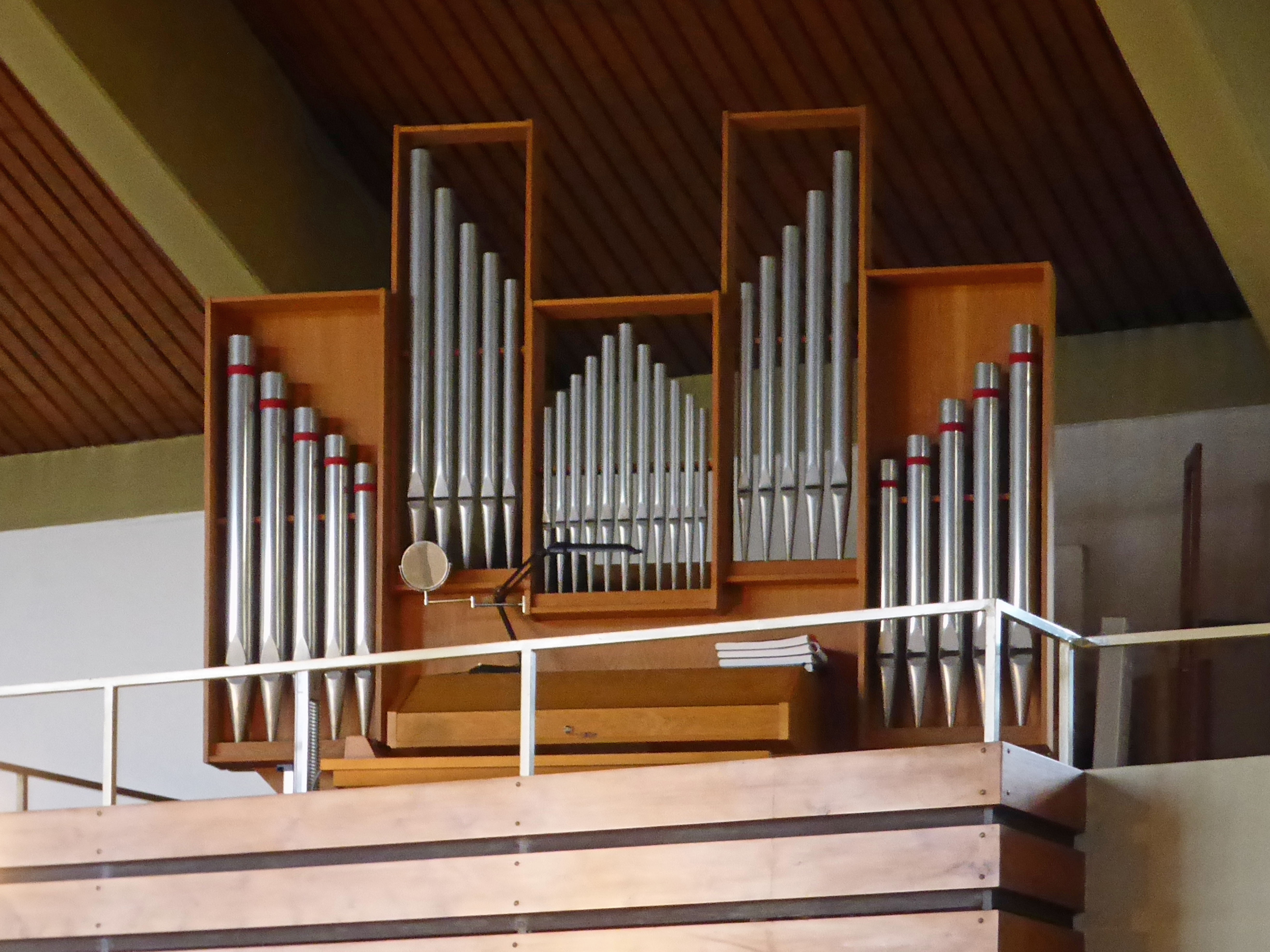
Orgel

Die nach Plänen des Braunschweiger Architekten Alfred Geismar erbaute Kirche befindet sich in rund 102 Meter Höhe über dem Meeresspiegel und bietet 148 Besuchern Sitzplätze. Ihre Turm enthält drei Glocken, die am 15. Oktober 1967 auf die Namen Maria, Hl. Geist und Michael geweiht wurden und auf das Geläut der evangelischen Kirche abgestimmt sind.
Die von Franz Pauli 1962 entworfenen Buntglasfenster wurden 1970 eingebaut. Der Altarraum wird von einem Hängekreuz dominiert. Am Ambo sind die Buchstaben Alpha und Omega (Α und Ω) dargestellt, der erste und der letzte Buchstabe des klassischen griechischen Alphabets. Sie sind ein Symbol für Anfang und Ende, damit für das Umfassende, für Gott. Der Tabernakel ist mit Ähren und Trauben verziert. An der Westseite sind 14 Kreuzwegstationen angebracht. Die Orgel wurde von G. Kisselbach aus Baunatal erbaut und am 24. Februar 1985 durch Pfarrer Rudolf Marek eingeweiht, sie verfügt über 5 Pfeifenregister und 35 elektrische Register. Zuvor wurde ein Harmonium, ab 1970 eine elektronische Orgel für die Kirchenmusik benutzt. Unter der Orgelempore befindet sich eine Marienstatue, vor der Opferkerzen aufgestellt werden können. Zur Innenausstattung gehören ferner ein Beichtstuhl und ein Taufbecken. Die östlich der Kirche befindliche, aber nur vom Innenraum der Kirche zugängliche Werktagskapelle wird von oben belichtet.
Das an die Kirche angebaute Gemeindehaus hat die Hausnummer 12, das ehemalige freistehende Pfarrhaus die Nummer 14.